# Club Deportivo Trasandino de Los Andes
O Club Deportivo Trasandino de Los Andes, também conhecido como Trasandino de Los Andes, é um clube de futebol chileno, com sede em Los Andes, comuna e cidade da província homônima, na região de Valparaíso.
O clube foi fundado em 1º de abril de 1906 e manda seus jogos no Estádio Regional de Los Andes, praça esportiva pertencente à Los Andes, com capacidade estimada para 3 300 espectadores.
Compete desde 2022 na Segunda División Profesional, a terceira e última divisão profissional do Campeonato Chileno.
Entre 1984 e 1992 o clube se chamou Cobreandino.
Seu maior rival é o Unión San Felipe, com quem disputa o tradicional Clásico del Aconcagua.
O clube é famoso por ter revelado ao futebol profissional, Iván Zamorano.
No ano de 2006, contra o Deportes Brasil, o Trasandino aplicou uma sonora goleada de 17 a 1.

## História

### Origem e primeiras décadas
O Transandino F.C. foi fundado em 1º de abril de 1906 por trabalhadores encarregados da construção da ferrovia Ferrocarril Trasandino Los Andes-Mendoza que ligaria as cidades de Los Andes, no Chile, e Mendoza, na Argentina, iniciada em 1889. Em 1915 mudou seu nome para Thunder, mas em 1925 retomou o original. Em 1939 passou a ser registrado como Club Social y Deportivo Trasandino, conquistou títulos locais da Associação de Los Andes e foi um dos fundadores da Segunda Divisão chilena (Segunda División/Primera B) em 1952, chegando a ser vice-campeão em 1963, mas sem conseguir o acesso. Em 1969 retornou ao futebol amador.

### Retorno ao profissionalismo e os anos áureos
Em 1974 voltou ao profissionalismo e, já como Trasandino (em 1976, adotou oficialmente a grafia Trasandino, sem a letra "n", como já era habitual), viveu sua era dourada nos anos 1980, com o apoio da Codelco. Em 1982, sob o comando técnico de Isaac Carrasco Rivas, subiu pela primeira vez à elite. Permaneceu na primeira divisão nas temporadas de 1983 e 1984, antes de ser rebaixado, no entanto, em 1985, o Cóndor — como é carinhosamente conhecido — não apenas retornou à Primeira Divisão, novamente com Isaac Carrasco Rivas à frente, como também sagrou-se campeão da divisão de acesso, ao vencer o Arturo Fernández Vial no terceiro jogo da final (desempate).

### Mudanças de nome e rebaixamentos
A partir de 1986, rebatizado como Cobreandino, o clube enfrentou crises esportivas e financeiras, com rebaixamentos e perda de torcida. Com essa nova identidade, o time acabou rebaixado ainda no metade de 1986. No mesmo ano, o clube contou com a presença de Iván Zamorano — emprestado pelo Cobresal — que foi artilheiro da Segunda Divisão, com 27 gols. Em 1991, caiu para a terceira divisão e viu surgir um rival local, Provincial Los Andes (antes chamado Club Deportivo Casa Anny). Em 18 de dezembro de 1992, os dois clubes se fundiram, formando o Deportes Los Andes, que competiu na terceira divisão — vinculada à Associação Nacional do Futebol Amador (ANFA) — até 1997.

### Retorno ao nome original
Em 1998, por clamor popular, o nome Trasandino foi restaurado. Em 1999 tornou-se uma Sociedades Anônima (S.A.), mas sem sucesso esportivo e retornou ao formato tradicional. Dois vices em 2005 e 2010 quase levaram o clube à Primeira Divisão B (nome da Série B do Chile).
Em 2011 desceu à Terceira Divisão "B" (nome da Série E do futebol chileno), mas permaneceu na divisão após desistências de outros clubes. Em 2012, o T-R-A — outro nome carinhoso do clube — conquistou a Terceira Divisão "A" (nome da Série D chilena), subindo à Segunda Divisão Profissional (nome da Série C do Chile). Atuou nesta entre 2013 e 2017, antes de novo rebaixamento. Entre 2018 e 2021, na Terceira A, foi campeão invicto em 2021, sob comando do técnico Luis Pérez Franco, e subiu outra vez. Desde 2022 disputa a terceira e última divisão profissional, mantendo-se como um símbolo histórico do futebol chileno.
Na temporada de 2024, terminou na 11.ª posição do campeonato da Segunda División Profesional.

## Cronologia no Campeonato Chileno de Futebol
| Período | Período | Nível            | Nível        | Competição                              | Organização |
| ------- | ------- | ---------------- | ------------ | --------------------------------------- | ----------- |
| 1952    | 1969    | Segunda divisão  | Profissional | Segunda División                        | ANFP        |
| 1974    | 1982    | Segunda divisão  | Profissional | Segunda División                        | ANFP        |
| 1983    | 1984    | Primeira divisão | Profissional | Primera División                        | ANFP        |
| 1985    | 1985    | Segunda divisão  | Profissional | Segunda División                        | ANFP        |
| 1986    | 1986    | Primeira divisão | Profissional | Primera División                        | ANFP        |
| 1987    | 1991    | Segunda divisão  | Profissional | Segunda División                        | ANFP        |
| 1992    | 1992    | Quarta divisão   | Amador       | Cuarta División                         | ANFA        |
| 1993    | 2012    | Terceira divisão | Amador       | Tercera División / Tercera División "A" | ANFA        |
| 2013    | 2016–17 | Terceira divisão | Profissional | Segunda División Profesional            | ANFP        |
| 2018    | 2021    | Quarta divisão   | Amador       | Tercera División "A"                    | ANFA        |
| 2022    | hoje    | Terceira divisão | Profissional | Segunda División Profesional            | ANFP        |

## Títulos
| CAMPEONATOS NACIONAIS        | CAMPEONATOS NACIONAIS | CAMPEONATOS NACIONAIS            | CAMPEONATOS NACIONAIS | CAMPEONATOS NACIONAIS                                                  |
| Nível                        | Nível                 | Competição                       | Título                | Ano                                                                    |
| ---------------------------- | --------------------- | -------------------------------- | --------------------- | ---------------------------------------------------------------------- |
| Segunda divisão              | Profissional          | Segunda División                 | 1                     | 1985                                                                   |
| Quarta divisão               | Amador                | Tercera División "A"             | 2                     | 2012 e 2021                                                            |
| Quinta divisão               | Amador                | Cuarta División                  | 1                     | 1992                                                                   |
| OUTRAS CAMPANHAS DE DESTAQUE |                       |                                  |                       |                                                                        |
| Nível                        | Nível                 | Competição                       | Feito                 | Ano                                                                    |
| Segunda divisão              | Profissional          | Segunda División                 | Vice-campeão          | 1963                                                                   |
| Terceira divisão             | Profissional          | Segunda División Profesional     | Vice-campeão          | 2013 (Transição)                                                       |
| CAMPEONATOS REGIONAIS        |                       |                                  |                       |                                                                        |
| Nível                        | Nível                 | Competição                       | Título                | Ano                                                                    |
| Primeira divisão             | Amador                | Campeonato Regional de Los Andes | 1                     | 1943                                                                   |
| CAMPEONATOS LOCAIS           |                       |                                  |                       |                                                                        |
| Nível                        | Nível                 | Competição                       | Título                | Ano                                                                    |
| Primeira divisão             | Amador                | Liga da Associação de Los Andes  | 12                    | 1912, 1916, 1928, 1929, 1930, 1931, 1932, 1933, 1934, 1935, 1938, 1950 |